# St. Petrus (Baesweiler)

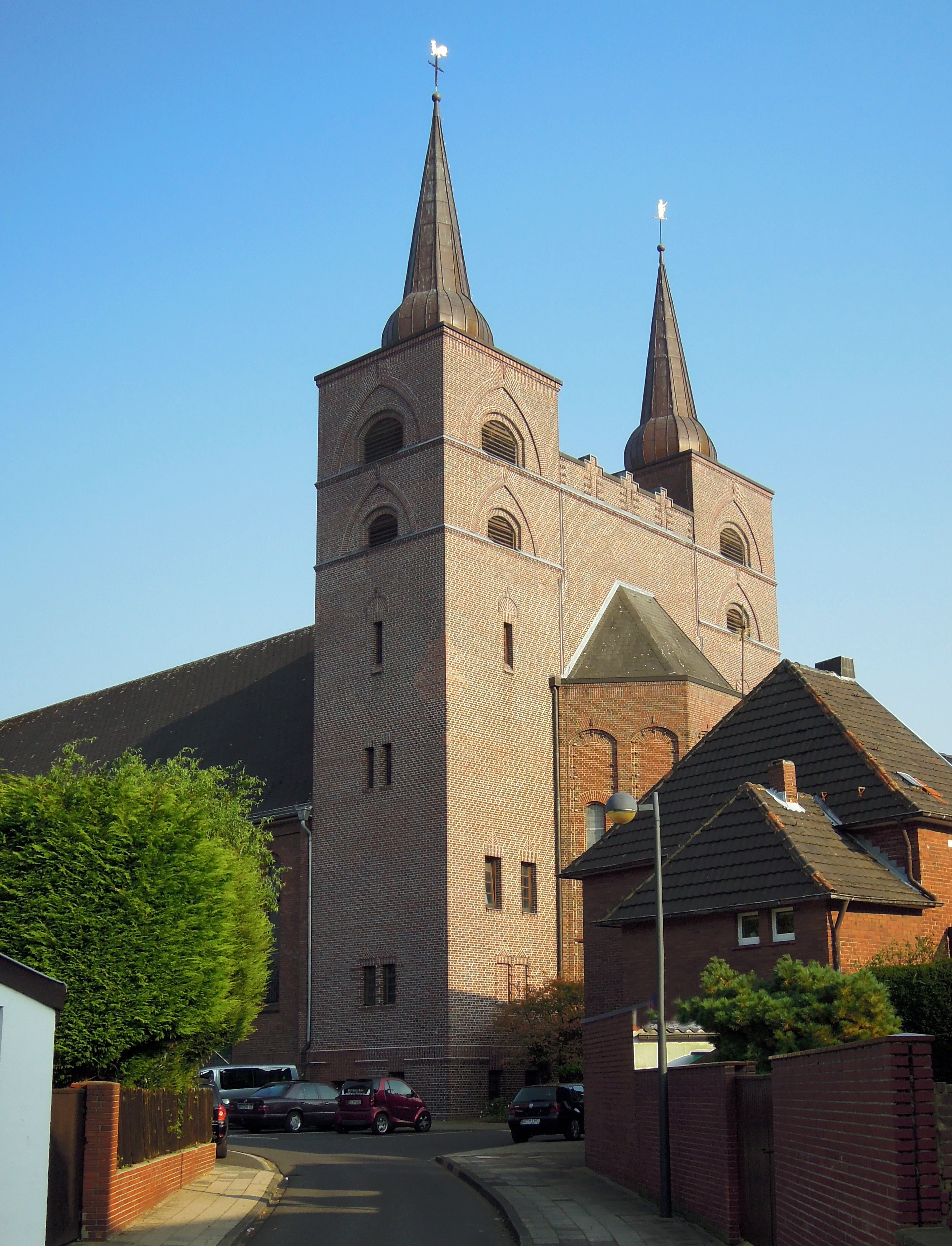
Choransicht

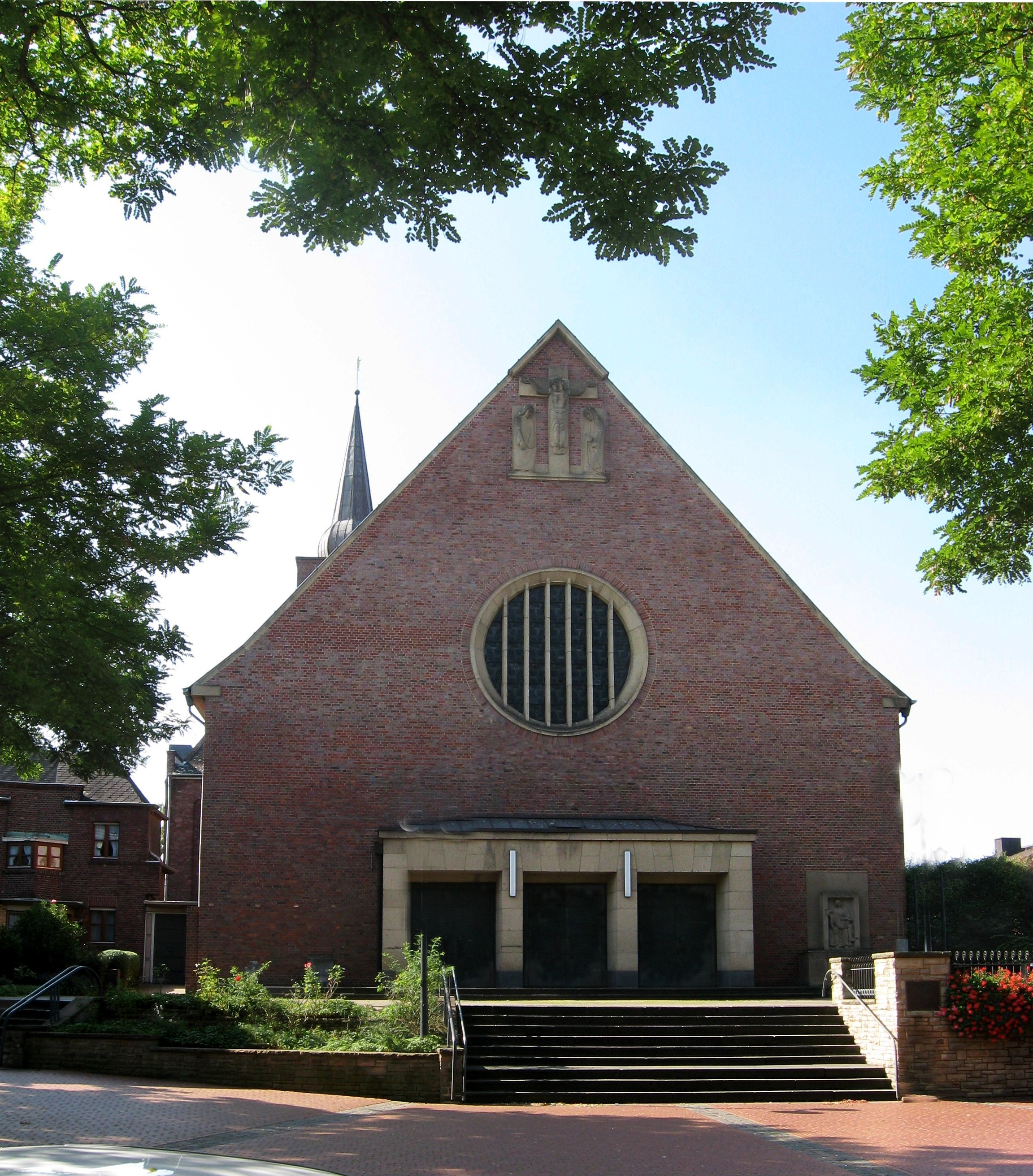
Ostseite mit Hauptportal

St. Petrus ist die römisch-katholische Pfarrkirche der Stadt Baesweiler in der Städteregion Aachen in Nordrhein-Westfalen. Sie ist dem hl. Apostel Petrus geweiht und Pfarrkirche der Pfarrei St. Marien Baesweiler, zu der auch die Filialkirchen St. Pankratius in Beggendorf, St. Willibrord in Loverich, St. Martinus in Oidtweiler, St. Laurentius in Puffendorf, St. Andreas in Setterich sowie die Kapellengemeinde St. Wendelinus in Bettendorf (Alsdorf) gehören.

## Lage
Das Kirchengebäude befindet sich in der Stadtmitte von Baesweiler. Die Kirche ist nicht geostet, der Chor befindet sich im Westen. Vor dem Haupteingang im Osten befindet sich ein kleiner Vorplatz, der an die Kirchstraße grenzt. Nördlich der Pfarrkirche verläuft die Straße Im Sack.

## Geschichte
Eine Kapelle in Baesweiler wurde erstmals im Jahr 1152 in den Annales Rodenses erwähnt. Es hat jedoch schon früher ein Gotteshaus in Baesweiler gegeben, denn in den Annalen wird erwähnt, dass die Baesweiler Kapelle 1150 abgebrannt ist und um 1152 durch einen Neubau ersetzt wurde. In einer Urkunde von 1372 wird eine Kapelle in Baesweiler genannt, die zur Pfarre Oidtweiler gehörte.
Die Erhebung zur eigenständigen Pfarrei erfolgte nach 1559. Zu dieser Zeit waren die Herren von Randerath Kollatoren der Kirche. Bis zur Franzosenzeit war Baesweiler Pfarre im weiträumigen Dekanat Jülich im Erzbistum Köln. Nach Auflösung des Erzbistums durch die Franzosen wurde Baesweiler dem neu gegründeten Bistum Aachen zugeteilt. Diese Neueinteilung der Bistümer wurde 1825 wieder rückgängig gemacht und Baesweiler kam wieder an das Erzbistum Köln. Seit 1930 gehört die Pfarre zum wiedergegründeten Bistum Aachen.
Zum 1. Januar 2013 wurde die Pfarre St. Petrus Baesweiler wie alle fünf weiteren Pfarreien im Stadtgebiet von Baesweiler aufgelöst und zur neuen Pfarrei St. Marien vereinigt.

## Baugeschichte
Im Jahr 1150 brannte eine Kirche in Baesweiler ab und wurde durch einen Neubau ersetzt. Im Spätmittelalter wurde dieses Gotteshaus zu klein und ein Neubau beschlossen. So baute man um 1500 eine dreischiffige und dreijochige Kirche mit einjochigem und fünfseitig geschlossenem Chor im Baustil der Gotik. 1673 wurde über dem Westjoch des Mittelschiffs ein Glockenturm gebaut.
Da Anfang des 20. Jahrhunderts die Bevölkerungszahl von Baesweiler, was bis dahin nur ein kleines Dorf war, stark anstieg, wurde die gotische Pfarrkirche zu klein. In den 1920er Jahren war Baesweiler zu einer kleinen Industriestadt angewachsen und der Neubau der Pfarrkirche wurde beschlossen. Zwischen 1928 und 1929 wurde die heutige Pfarrkirche direkt westlich der gotischen Kirche nach Plänen der beiden Kölner Architekten Josef van Geisten und Edmund Renard erbaut. Am 29. Juni 1929 fand die Kirchweihe statt. Die gotische Kirche blieb erhalten und schloss sich direkt im Osten an den Neubau an.
Im Zweiten Weltkrieg wurde die neue Pfarrkirche nur gering beschädigt, jedoch die alte gotische Kirche bis auf die Grundmauern zerstört. Das neue Gotteshaus wurde nach dem Krieg erneut zu klein, sodass 1952 die Ostwand sowie die Reste der gotischen Kirche niedergelegt wurden und die Kirche nach Osten hin um ein Joch erweitert wurde. Den Entwurf dazu lieferte der Aachener Architekt Peter Hensen. 1967 und 1968 wurde das Gotteshaus restauriert und 1990 erfolgten Umbauarbeiten im Innenraum.

## Baubeschreibung
St. Petrus ist eine dreischiffige und fünfjochige Stufenhallenkirche aus Backsteinen im Stil des Expressionismus. Der dreiseitig geschlossene Chor im Westen wird von zwei sechsgeschossigen Glockentürmen flankiert, die eine Zwiebelhaube besitzen. Unter dem Chorraum befindet sich eine kleine Krypta. Den Gläubigen werden im Innenraum 400 Sitzplätze geboten.

## Ausstattung
Der steinerne Altar mit einem Antependium aus Bronze ist ein Werk des Kohlscheider Künstlers Peter Bücken aus dem Jahr 1968. Die Kreuzigungsgruppe im Chor, bestehend aus Triumphkreuz, einer Figur des hl. Johannes und einer Figur der hl. Gottesmutter Maria, wurde um 1500 angefertigt und 1991 restauriert. Der Taufstein stammt aus dem Jahr 1855 und besitzt Teile des Vorgängerbeckens aus dem 16. Jahrhundert. Die 44 Register umfassende Orgel ist ein Werk der Aachener Orgelbauanstalt Karl Bach aus dem Jahr 1952. Die Buntglasfenster sind Werke verschiedener Künstler und Glasmaler. In den Seitenschiffen entwarf Ernst Jansen-Winkeln die 1955 eingesetzten Fenster. Von Ludwig Schaffrath stammen die Fenster im 1952 errichteten Erweiterungsbau mit der Orgelempore. Die Fenster der Krypta sind Werke von Maria Katzgrau von 1949.

## Pfarrer
Folgende Pfarrer wirkten bislang an St. Petrus als Seelsorger:
- 1579–?: Peter von Beckendorf
- ?–?: Gerhart Seiterich
- ?–1612: Gerhard von Beggendorf
- 1613–1658: Laurentius Brewer
- 1658–1672: Matthias Servatius Vaeßen
- 1672–1724: Heinrich Vaeßen
- 1728–1768: Heinrich Hilgers
- 1769–1778: Johann Christoph Hogendahl
- 1779–1784: Jakob Ludwig Bleßen
- 1785–1796: Adam Chrest
- 1796–1835: Johann Joseph Matare
- 1835–1845: Peter Joseph Kloubert
- 1845–1856: Joseph Emanuel Thissen
- 1856–1890: Laurenz Joseph Cranen
- 1890–1900: Michael Joseph Keller
- 1900–1916: Leonhard Beck
- 1916–1924: Heinrich Will
- 1924–1929: Johannes Brokamp
- 1929–1960: Johann Stegerhütte
- 1960–1972: Josef Stieler
- 1972–1997: Bernhard Stommel
- 1997–2004: Pater Konrad Boja
- 2004–2007: Franz-Josef Gasten
- 2007–2011: Hermann Küppers und Burkhard Kroh[9]
- 2011–2018: Ferdi Bruckes[10]
- Seit 2024: Dennis Rokitta[11], zuvor seit 2023 bereits als Pfarradministrator.